# Daniyar Khan
Daniyar Khan fou kan de Kassímov, fill i successor de Kasim el 1469.
Junt amb Murtaza, fill de Mustafà, va prendre part a la campanya d'Ivan III de Moscou contra Nóvgorod el 1471 junt amb altres prínceps i caps tàtars. Va perdre 40 dels seis homes i els seus serveis li foren agraïts pel gran príncep però com a musulmà no se li va permetre fer presoners cristians.
El 1472 feia la guerra al costat de Moscou en contra de Sayyid Ahmad II de l'Horda d'Or. Murtaza fill de Mustafà, també va prendre part a aquesta guerra. El 1475 Meñli I Giray kan de Crimea va demanar al gran príncep enviar a Murtaza i Daniyar contra Ahmad Khan (Horda d'Or). Daniyar va participar el 1477 a la campanya de Nóvgorod.
El 1481 se l'esmenta al testament d'Andreu, germà del gran príncep, que li fa un llegat de diners. Un metge alemany portat a Rússia per tractat al gran príncep, el va tractar també però va morir de la malaltia que patia vers el 1486; el seu fill Kara Khoja va fer torturar al metge però després el va alliberar a canvi d'un rescat. El va succeir Nur Devlet, ex kan de Crimea, designat pel gran príncep.